# Platygonus
Platygonus («плоскоголовий» щодо прямої форми чола) — вимерлий рід травоїдних пекарі родини Tayassuidae, ендемічний для Північної та Південної Америки від міоцену до плейстоцену (10.3 мільйона до 11 000 років тому). P. compressus досягав 0.76 метра у висоту.

## Таксономія
Platygonus був названий Джоном Лоуренсом Леконтом у 1848 році за скам'янілості, знайдені в плейстоценових карстових відкладеннях в Іллінойсі, які зараз зберігаються в Академії національних наук у Філадельфії.
Описані такі види Platygonus:
- P. bicalcaratus (nomen dubium)
- P. brachirostris
- P. chapadmalensis
- P. cinctus
- P. compressus (типовий)
- P. kraglievichi
- P. marplatensis
- P. narinoensis
- P. oregonensis
- P. pearcei
- P. pollenae
- P. scagliae
- P. setiger
- P. striatus
- P. texanus
- P. vetus